# バーニングファイト
『バーニングファイト』(Burning Fight)は、1991年にSNKから発売されたアーケードゲームである。
ベルトスクロールアクションゲームである本作は、日米3人の刑事たちが大阪を舞台に犯罪組織と戦う様子を描いており、全5ステージで構成されている。本作は単純で激しいアクションを特徴とすると同時に、コミカルで奇抜な敵キャラクターの存在も特徴としている。
本作は家庭用ゲーム機ネオジオにも対応しているほか、1994年9月9日にはネオジオCDに移植された。また、2008年5月7日にWiiのバーチャルコンソール対応ソフトになった。さらにアケアカNEOGEOの1作品として2017年9月28日にPlayStation 4・Xbox One・Nintendo Switchで、2018年8月2日にPC(Windows 10)で、2022年6月16日にiOS・Androidでそれぞれ配信が開始され、2025年8月7日にはNintendo Switch用パッケージソフト『アケアカNEOGEO セレクション Vol.5』にも収録された。

## システム
8方向レバーと3つのボタンでプレイヤーキャラクターを操作する。
レバーで上下左右に移動。Aボタンで出が早いが威力が低いパンチ攻撃、Bボタンでジャンプ、Cボタンで出は遅いが高威力のキック攻撃。
ジャンプと攻撃ボタンを併用することでダウン効果付きのジャンプ攻撃を繰り出せる。
敵に密着すると掴み動作となり敵を直接攻撃したり後方に投げることができる。
AボタンとBボタン同時押しで無敵状態で高威力・広範囲攻撃ができる必殺技を繰り出す。ただし、必殺技を使用すると体力を大幅に消耗する。
ステージ道中には入ることができる店舗や倉庫（これらは全て犯罪組織のフロント企業という設定）があり、入ることで内部に置かれている商品や家具を破壊するボーナスステージが開始される。制限時間内に破壊すれば体力を全回復する「パワードリンク」や得点が入る「コイン」が入手できるが、敵もいるため安全地帯というわけではない。
44マグナムやナイフなど、敵が落とした武器は拾って攻撃することもできる。武器アイテムの性能は高めだが、一定回数使用すると自動的に落としてしまう他、拾わないと一定時間が経過すると消滅する。落ちている武器アイテムと持ち替えることで使用時間はリセットされるが、何度か行うと持ち替えた武器が消滅してしまう。
敵キャラクターの攻撃力は非常に高く、軽く攻撃を受けるだけで瀕死に追い込まれることも珍しくない他、プレイヤーキャラクターのダウン起き上がり動作には無敵時間がない（ボタン連打で起き上がりが速くなる要素もない）ため、一度ダウンするとそのまま攻撃を重ねられて倒される危険性が高い。
敵には被弾時の無敵時間が設定されており、一般的なベルトスクロールアクションのように攻撃ボタンを連打しても連続ヒットはせず、敵に割り込まれて反撃を受けてしまう。そのため攻撃時は目押しが必要となる。

## ストーリー
デューク・エドワーズとビリー・キングはニューヨークの犯罪組織であるキャステローラ・ファミリーを追っていたが、組織壊滅まであと一歩のところで国外逃亡を許してしまう。ニューヨークを出たキャステローラ・ファミリーは、大阪の犯罪組織・平和組と手を組んで街を我がもの顔で荒らしていた。
そんな中、デュークとビリーは、平和組を追う日本刑事のリュウ・サエバと出会う。3人はキャステローラ・ファミリーと平和組という2つの犯罪組織壊滅に立ち向かう。

## 登場キャラクター

### プレイヤーキャラクター
デューク・エドワーズ(DUKE EDWARDS)
本作の主人公で、ニューヨーク市警の刑事。1964年7月27日生まれ。「マッドデューク」の名で裏社会から恐れられている一方、始末書の多さでも知られている。かつては札付きの不良だった過去を持つ。趣味はドライブ。
青いタンクトップとジーンズを着用している。バランスタイプのキャラクターで、必殺技はアッパーカットを出しながら少し前進する「サブマリンスクリュー」。
リュウ・サエバ(RYU SAEBA)
平和組を追う日本の刑事。1964年12月27日生まれ。あらゆる武術をマスターしている。犯罪組織壊滅のため、デュークやビリーと組む。趣味はスキー。
赤っぽいオレンジの衣装を着用している。スピードタイプのキャラクターで、必殺技はその場でジャンプして回し蹴りを繰り出す「旋風脚」。他二人の必殺技よりも威力が低く、移動しない上終了時の隙も大きい他、命中した敵を吹き飛ばす方向もランダムで扱いが難しい。
キック時の動作が2種類存在するが、高威力で出が速い小ジャンプキックと、低威力で出が遅い回し蹴りのどちらかがランダムで発動する仕様となっており、キック使用時のリスクが他キャラクター以上に大きい。
ビリー・キング(BILLY KING)
デュークの同僚の刑事。1961年7月20日生まれ。かつては暴走族のリーダーだったが、デュークとの決闘により更生。大学時代ではアメフトの経験がある。趣味はサーフィン。
黒いライダースーツを着用した大男。パワータイプのキャラクターで、必殺技は前進しながらショルダータックルを繰り出す「ハイパータックル」。大きく前進しながら攻撃するタイプのため扱いやすい。

### 雑魚キャラクター
下記の他にも様々な名前を持ち様々な武器を使う通常の雑魚（サングラスとタンクトップとジーパンを着用した男）が登場する。
ボブ・カトウ(BOB KATOU)
黄色い作業服と帽子を着用した長身の男。直接攻撃はせず、後ずさりしながらダイナマイトを投げつけてくる。ダイナマイトは爆発する前に拾って敵に投げつけることが可能。ステージ2中盤の動く歩道では背景奥からダイナマイトを投げてくるが、このときは倒すことが不可能。
トーマス・ヘイズ(THOMAS HAYES)、サイクル・ギャング(CYCLE GANG)
鉄パイプを持ったバイカー。バイクに乗って登場し、プレイヤーを轢きにくる。何かしらの攻撃を当てればバイクから落として撃破できるが、屈んで攻撃を回避されることがある。
トーマスはステージ3までに登場する橙色のバイクに乗ったバイカーで、サイクルはステージ4のみ登場する黄色のバイクに乗ったバイカー。
ジャック(JACK)、ジョニー(JOHNNY)
鎖を持った男。体力は低めだが、鎖を使った通常攻撃のリーチが長く、ジャンプしながら鎖を振り下ろす（動作中は無敵）攻撃が得意技。間合いの詰め方が甘いと細かいジャンプやバックステップでこちらの攻撃を的確に回避してくる。
ジャックはステージ2まで登場する赤色のシャツを着た男で、ジョニーはステージ3以降に登場する縁色のシャツを着た男。
ロバート・バウン(ROBERT BAUN)、ブルース・ストーン(BRUCE STONE)
スーツと帽子とサングラスを着用した男。登場時に44マグナムを装備しており、遠距離から高威力の射撃を行う。攻撃を当てるとたまにマグナムを落とし、素手になると発生の速いスライディングで攻撃してくる。
ロバートはステージ2まで登場する白い服を着た男で、ブルースはステージ4以降に登場する灰色の服を着た男。
ゴンザレス(GONZALES)
ステージ2のみ登場するオーバーオールを着たモヒカン頭の肥満体型の男。遠距離からの突進（敵にも当たり判定があるため同士討ちを誘うことも可能）やダウン追撃の踏み潰しに加え、高速で割り込んでくる強制ダウン付きの張り手を使う。
ハロルド・カー(HAROLD CARR)
ステージ2でアズサの護衛として2人組で登場するスーツ姿の髭面の男。行動パターンはロバートと同じだが武器は持っておらず、体力が減ると逃げ出す。
ダフィー(DUFFY)
ステージ3以降に登場するオーバーオールを着た総髪の肥満体型の男。ゴンザレスの使う攻撃に加えて、プレイヤーの攻撃を防ぐガードを使う高性能なザコ敵。突進の巻き込み判定もなくなっており同士討ちも行わない。

### ボスキャラクター
トラック(TRUCK)
ステージ1の中ボス。一度目はジャック2人を差し向けるだけだが、二度目は荷台にいる男が火炎瓶を投げつけて攻撃してくる。二度目の攻撃時の撃破後にタイヤが転がってくるが、これに当たるとダメージを受ける。
ユウジロー・ヘイケ(YUJIRO HEIKE)
ステージ1のボス。肩に桜吹雪の入れ墨を入れた肥満体型の男。戦闘時には頻繁に前転を行ってこちらの攻撃を回避してくる。戦闘前に撃破されたトラックを画面外へと押しやり、プレイヤーに勝負を挑んでくる。ステージ5でも中ボスとして登場する。
トム・アンダーソン(TOM ANDERSON)
ステージ2の中ボス。長髪で髭面のプロレスラー。登場時は背景の噴水を壊し、「イッチバーン！」とアピールして勝負を挑んでくる。片腕を上げてからの突進の他、前蹴りやジャンプキック、ダウン復帰時のキック攻撃も強力。
アズサ・ヘイケ(AZUSA HEIKE)
ステージ2とステージ5の中ボス。着物姿の女極道。ドスを武器としており、ドスを構えた突進を行う。ステージ5ではユウジローと共に登場する。本作唯一の女性キャラクター。
マーシャル(MARSHALL)
ステージ2とステージ4のボス。筋肉質なブロンドの大男。高い頻度でこちらの攻撃をガードし、時々赤くなって攻撃することがある。体力が減ると高威力の回し蹴りを繰り出してくる。ステージ5でも中ボスとして登場する。
ゲイリー・パウエル(GARY POWELL)
ステージ3の中ボス。トムの顔違いの黒人レスラー。
ニトウ・リュウジ(NITOU RYUJI)
ステージ3のボス。二刀流で闘う袴姿の男。ボス戦開始時は画面奥の足場に立っており、「待ちかねたぞ！」と叫びつつプレイヤーのいる足場へ飛び移り、戦闘が開始される。リーチの長い突き攻撃とこちらの攻撃を防ぐガードを行う他、残像を出しながら高速で移動したり、工事現場の土台に飛び乗ってジャンプ斬りで襲いかかることがある。
マッド・ディリー(MAD DILLY)
ステージ5の中ボス。トムの色違い。トムやゲイリーに比べると動作が速い。
ニトウ・リュウゴ(NITOU RYUGO)
ステージ5の中ボス。リュウジの色違い。船内なので足場を使った奇襲はない。
キャステローラ(CASTERORA)
最終ボス。銃弾の飛びだすステッキが武器。ステッキによる殴打やガードも行い、小太りな体格とは裏腹に機動性は高い。

### 特殊キャラクター
見た目は一般人だが、正体は平和組の協力者。攻撃はしないが、近づくとプレイヤーにしがみ付いて動きを止めてくる。
ウー・ヤマモト(WOO YAMAMOTO)
ステージ1で登場する客引き。
ゴゾー・ゴウハラ(GOZO GOHARA)
ステージ3で登場するホームレス。

## ステージ
- MAIN STREET

ステージ1。繁華街が舞台。
- SHOPPING CENTER

ステージ2。前半は地下街にある商店街、中盤は駅の動く歩道、後半は電車の上。
- DOWNTOWN

ステージ3。前半は下町、後半は工事現場が舞台。工事現場ではエレベーターを使って上へと上がっていく。
- SOUTH BAY AREA

ステージ4。前半は倉庫、後半は埠頭が舞台。
- SEA AREA

ステージ5。キャステローラの所有するクルーザーが舞台。

## 開発
本作のゲームデザインを担当した安部直人によると、本作の難易度設計は企画担当が行っており、アーケードゲームとしての収入を確保しやすくするために、2面以降は少しずつ難しくなるよう設計されたとファミ通とのインタビューの中で語っている。また、安部は当時のSNKには流行り物に乗っていこうという風潮があったかもしれないと述べており、本作についても映画『ブラック・レイン』から影響を受けていたと前述のインタビューの中で述べている。